# Камышла (верхний приток Сока)
Камышла — река в России, правый приток Сока. Протекает в Оренбургской области. Устье реки находится в 338 км по правому берегу реки Сок. Длина реки составляет 18 км.

## Данные водного реестра
По данным государственного водного реестра России относится к Нижневолжскому бассейновому округу, водохозяйственный участок реки — Сок от истока и до устья. Речной бассейн реки — Волга от верховий Куйбышевского вдхр. до впадения в Каспий.
Код объекта в государственном водном реестре — 11010000612112100005624.